# Sollevamento pesi ai Giochi della XVIII Olimpiade - Pesi mediomassimi
La competizione della categoria pesi mediomassimi (fino a 90 kg) di sollevamento pesi ai Giochi della XVIII Olimpiade si è svolta il giorno 17 ottobre 1964 alla Shibuya Kōkaidō di Tokyo.

## Regolamento
La classifica era ottenuta con la somma delle migliori alzate delle seguenti 3 prove:
- Distensione lenta
- Strappo
- Slancio

Su ogni prova ogni concorrente aveva diritto a tre alzate.

## Risultati
| Pos.    | Atleta             | Nazione          | Peso Atleta | Totale | Distensione lenta | Distensione lenta | Distensione lenta | Strappo | Strappo | Strappo | Slancio | Slancio | Slancio |
| Pos.    | Atleta             | Nazione          | Peso Atleta | Totale | 1                 | 2                 | 3                 | 1       | 2       | 3       | 1       | 2       | 3       |
| ------- | ------------------ | ---------------- | ----------- | ------ | ----------------- | ----------------- | ----------------- | ------- | ------- | ------- | ------- | ------- | ------- |
| Oro     | Vladimir Golovanov | Unione Sovietica | 89,80       | 487,5  | 160,0             | 165,0             | 167,5             | 137,5   | 142,5   | 145,0   | 180,0   | 185,0   | 185,0   |
| Argento | Louis Martin       | Gran Bretagna    | 89,45       | 475,0  | 147,5             | 155,0             | 160,0             | 135,0   | 140,0   | 145,0   | 180,0   | 187,5   | 187,5   |
| Bronzo  | Ireneusz Paliński  | Polonia          | 89,65       | 467,5  | 150,0             | 155,0             | 155,0             | 135,0   | 140,0   | 140,0   | 182,5   | 192,5   | 192,5   |
| 4       | William March      | Stati Uniti      | 89,80       | 467,5  | 150,0             | 155,0             | 157,5             | 135,0   | 140,0   | 140,0   | 177,5   | 177,5   | 182,5   |
| 5       | Lazăr Baroga       | Romania          | 89,25       | 460,0  | 140,0             | 145,0             | 155,0             | 130,0   | 135,0   | 137,5   | 170,0   | 175,0   | 180,0   |
| 6       | Árpád Nemessányi   | Ungheria         | 89,90       | 460,0  | 135,0             | 140,0             | 140,0             | 137,5   | 142,5   | 147,5   | 172,5   | 177,5   | 180,0   |
| 7       | Jouni Kailajärvi   | Finlandia        | 88,30       | 452,5  | 140,0             | 145,0             | 150,0             | 127,5   | 127,5   | 132,5   | 175,0   | 180,0   | 187,5   |
| 8       | Petăr Tačev        | Bulgaria         | 89,40       | 445,0  | 145,0             | 145,0             | 150,0             | 130,0   | 135,0   | 137,5   | 170,0   | 182,5   | 182,5   |
| 9       | John Lewis         | Canada           | 89,65       | 440,0  | 135,0             | 135,0             | 142,5             | 125,0   | 132,5   | 137,5   | 160,0   | 167,5   | 170,0   |
| 10      | Kurt Herbst        | Austria          | 88,90       | 437,5  | 127,5             | 132,5             | 135,0             | 125,0   | 130,0   | 132,5   | 165,0   | 170,0   | 172,5   |
| 11      | Sadik Pekunlu      | Turchia          | 89,75       | 435,0  | 135,0             | 135,0             | 140,0             | 120,0   | 125,0   | 130,0   | 160,0   | 165,0   | 170,0   |
| 12      | Cheng Sheng-Teh    | Taiwan           | 86,90       | 430,0  | 125,0             | 132,5             | 132,5             | 130,0   | 135,0   | 135,0   | 160,0   | 170,0   | 177,5   |
| 13      | Ingvar Asp         | Svezia           | 89,75       | 422,5  | 130,0             | 130,0             | 135,0             | 122,5   | 127,5   | 127,5   | 160,0   | 165,0   | 170,0   |
| 14      | Norbert Fehr       | Germania         | 89,55       | 410,0  | 125,0             | 130,0             | 130,0             | 125,0   | 130,0   | 130,0   | 160,0   | 167,5   | 167,5   |
| 15      | Fernando Torres    | Porto Rico       | 89,75       | 407,5  | 132,5             | 132,5             | 137,5             | 112,5   | 117,5   | 120,0   | 155,0   | 162,5   | 162,5   |
| 16      | Graeme Hall        | Australia        | 88,00       | 390,0  | 125,0             | 130,0             | 135,0             | 115,0   | 120,0   | 120,0   | 145,0   | 150,0   | 150,0   |
| 17      | Mahmoud Shakir     | Iraq             | 89,30       | 382,5  | 115,0             | 120,0             | 120,0             | 117,5   | 122,5   | -       | 145,0   | 150,0   | -       |
| -       | Lou Riecke         | Stati Uniti      | 89,35       | -      | 142,5             | 147,5             | 147,5             | 140,0   | 140,0   | -       | -       | -       | -       |
| -       | Leong Chim Seong   | Malaysia         | 88,75       | -      | 132,5             | 132,5             | 132,5             | -       | -       | -       | -       | -       | -       |